# Nocticanace kraussi
Nocticanace kraussi är en tvåvingeart som beskrevs av Lorenzo Munari 2010. Nocticanace kraussi ingår i släktet Nocticanace och familjen Canacidae.
Artens utbredningsområde är Cooköarna. Inga underarter finns listade i Catalogue of Life.